# 보상적 장음화
음운론과 역사언어학에서 보상적 장음화(報償的長音化, 영어: compensatory lengthening)란, 모음 뒤에 있던 자음이 탈락하거나 이웃한 음절의 모음이 탈락함에 따라 모음의 길이가 길어지는 현상을 뜻한다. 자음 탈락으로 인한 장음화는 융합의 극단적인 예시로 생각할 수 있다. 보상적 장음화는 단어의 모라 수를 유지하기 위해 발생한다고 생각할 수 있다.

## 예

### 영어
영어의 역사에서 보상적 장음화의 예를 찾아볼 수 있다. 중세 영어에 있었던 무성 연구개 마찰음 /x/과 그 변이음인 무성 경구개 마찰음 [ç]이 탈락하면서 그 앞의 모음이 장음화되었다. 예를 들어 제프리 초서가 활동하던 시기의 중세 영어에서 ‘night’(‘밤’)이라는 단어는 음소적으로 /nixt/였는데, 나중에는 /x/가 탈락하면서 이를 보상하기 위해 /i/가 /iː/로 장음화되어 /niːt/가 되었다. (더 나중에는 /iː/가 대모음 추이에 의해 /aɪ/로 바뀌었다.)

## 같이 보기
- 모라